# Badjcinus
Badjcinus (de la palabra del idioma aborigen wanyi "badj", 'cazador experto', y el griego "kynos", 'perro') es un género extinto de marsupiales carnívoros de la familia de los tilacínidos. Fue uno de los miembros más primitivos de este grupo, que vivió desde hace 33 a 32 millones de año a principios del Oligoceno. Era muy pequeño, promediando 2.4 kilogramos de peso. 
Su dieta probablemente consistía de pequeños mamíferos, anfibios, reptiles e insectos. 
Aunque Badjcinus fue exitosos en su época, probablemente fue desplazado por otras especies más avanzadas de tilacínidos. Los fósiles fueron hallados en Riversleigh en el noroeste de Queensland, Australia.